# Dora Altbir
Dora Altbir Drullinsky (Santiago de Chile, 21 de febrero de 1961) es una doctora en Física chilena que actualmente es directora del Centro para el Desarrollo de la Nanociencia y la Nanotecnología (Cedenna) de la Universidad de Santiago de Chile. El año 2019 fue galardonada con el Premio Nacional de Ciencias Exactas de Chile por su trabajo en el área de la nanotecnología.

## Biografía

### Primeros años
Nacida del matrimonio entre Moisés Altbir Divira y Sofía Drullinsky Cros, quienes tras contraer matrimonio migran hacia Arica en 1960. Su padre nacido en Polonia en 1909 y llega a Chile en 1959. Su madre nació en Valparaíso el año 1924.
Dora Altbir nace en Santiago de Chile el 21 de febrero de 1961, trasladándose posteriormente, junto a sus padres hacia Arica.  Emigra a Santiago en 1978 para entrar a la Pontificia Universidad Católica de Chile a estudiar su Licenciatura en Ciencias Exactas con mención en Física, siendo su tutor el profesor Miguel Kiwi. En ese entonces los primeros años se cursaban junto a los alumnos de Licenciatura en Matemáticas. Si bien comenzaron cerca de 70 estudiantes, un año después eran menos de 10, en ambas carreras.
Realizó posteriormente el magíster y luego el doctorado, en la misma casa universitaria. Trabajó en la comisión de postgrado de la Pontificia Universidad Católica de Chile, cambiándose posteriormente a la Universidad De Santiago para hacer un postdoctorado en física de sólidos, siendo actualmente profesora titular de la Facultad de Ciencias desde enero de 1996.

### Investigación
Fue una de las fundadoras del primer centro de nanociencia y nanotecnología del país (CEDENNA) y desde 2009 trabaja como directora en el centro.
Desde 2014 es parte de la Academia Chilena de Ciencias como miembro correspondiente y en 2018 recibió una distinción presidencial en el Día Internacional de la Mujer, por su "aporte para derribar los estereotipos de género".
Fue miembro del consejo de ciencias del Fondo Nacional de Desarrollo Científico y Tecnológico entre 2015 y 2017. Así también fue la Comisionada de la Comisión Nacional de Acreditación elegida por el Consejo de Rectores entre 2011 y 2019.
En 2019, la Dra. Altbir fue reconocida con el Premio Nacional de Ciencias Exactas de Chile por su “[…] gran contribución al desarrollo en el país de la nanociencia y la nanotecnología, componentes esenciales de la denominada revolución industrial del siglo XXI”.

## Áreas de trabajo
Actualmente la doctora se encuentra trabajando en el área de Física de la Materia Condensada y Magnetismo.
Además, ha trabajado en actividades de difusión científica, como es el Concurso de Videos Mujeres Chilenas en Ciencias, ha incursionado en trabajos artísticos como obras de teatro y fotografía científica.

## Publicaciones
Se presentan las publicaciones más citadas de la doctora, para el resto de sus publicaciones, para ver el listado completo, vea el portaal de investigadores de CONICYT.
- Landeros, P.; Allende, S.; Escrig, J.; Salcedo, E.; Altbir, D.; Vogel, E. E. (5 de marzo de 2007). «Reversal modes in magnetic nanotubes». Applied Physics Letters (en inglés) 90 (10): 102501. ISSN 0003-6951. doi:10.1063/1.2437655.
- Escrig, J.; Bachmann, J.; Jing, J.; Daub, M.; Altbir, D.; Nielsch, K. (16 de junio de 2008). «Crossover between two different magnetization reversal modes in arrays of iron oxide nanotubes». Physical Review B (en inglés) 77 (21): 214421. ISSN 1098-0121. doi:10.1103/PhysRevB.77.214421.
- Vivas, L. G.; Vazquez, M.; Escrig, J.; Allende, S.; Altbir, D.; Leitao, D. C.; Araujo, J. P. (24 de enero de 2012). «Magnetic anisotropy in CoNi nanowire arrays: Analytical calculations and experiments». Physical Review B (en inglés) 85 (3): 035439. ISSN 1098-0121. doi:10.1103/PhysRevB.85.035439.
- Arancibia-Miranda, Nicolás; Baltazar, Samuel E.; García, Alejandra; Muñoz-Lira, Daniela; Sepúlveda, Pamela; Rubio, María A.; Altbir, Dora (2016-1). «Nanoscale zero valent supported by Zeolite and Montmorillonite: Template effect of the removal of lead ion from an aqueous solution». Journal of Hazardous Materials (en inglés) 301: 371-380. doi:10.1016/j.jhazmat.2015.09.007.
- Lavín, R.; Denardin, J. C.; Escrig, J.; Altbir, D.; Cortés, A.; Gómez, H. (15 de noviembre de 2009). «Angular dependence of magnetic properties in Ni nanowire arrays». Journal of Applied Physics (en inglés) 106 (10): 103903. ISSN 0021-8979. doi:10.1063/1.3257242.